# ليلياس أرمسترونغ
ليلياس إيفلين أرمسترونغ (بالإنجليزية: Lilias Eveline Armstrong)‏
(29 سبتمبر 1882 - 9 ديسمبر 1937) أستاذة الصوتيات الإنجليزية. عملت بكلية لندن الجامعية، والتي بها شغلت منصب عميدة الكلية. عُرفت أرمسترونغ بعملها على تنغيم الأصوات بالإنجليزية بالإضافة إلى علم صوتيات اللغة الصومالية والكيكويو. كان كتابها حول ترتيل الأصوات بالإنجليزية، والذي كُتب بمشاركة إدا كالوريني ورد لها، كما طُبع منذ خمسين عاما. كما قدمت بعض من الأوصاف التفصيلية الأولى للهجة الصومالية والكيكويو.
ترعرعت أرمسترونغ بإنجلترا الشمالية. ثم تخرجت من جامعة ليدز، والتي بها درست الفرنسية واللاتينية. كما قامت بتدريس الفرنسية لمدة في مدرسة ابتدائية في إحدى ضواحي لندن، ولكن فيما بعد التحقت بالجامعة وخاصة قسم الصوتيات بالكلية، والذي كان يرأسه دانيل جونز. يُذكر أن أحد أعمالها البارزة كانت كُتيب يدوي عن ترتيل الأصوات بالإنجليزية، شاركتها ورد في كتابته، كما نشرت كتيب عام 1934 بعنوان«تركيب صوتيات اللغة الصومالية»، الكتاب الصوتي للبنية الصوتية للكيكويو، والذي نُشر بعد وفاتها عام 1940، توفيت أثر سكتة دماغية عن عمر يناهز 55 عاما.
كانت مندوبة جريدة الجمعية الصوتية الدولية لميتور فونيتيك لأكثر من عشر سنوات، كما تمت الإشادة إلى تدريسها سواء خلال الفصل الأكاديمي أو خلال الدورات في الأجازة الصيفية للقسم. كما كتب جونز في نعي وفاتها «واحدة من ممثلي الصوتيات في العالم».

## حياتها المبكرة
ولدت ليلياس إيفلين أرمسترونغ في 29 سبتمبر 1882 بمدينة بندلتون بمقاطعة لانكشر، إلى عائلة جيمس وليم أرمسترونغ، قسيس كنيسة فري ميثوديست وماري إليزابيث أرمسترونغ. أدت نشأتها إلى أحتواء خطابها على بعض خصائص اللغة الإنجليزية الشمالية، درست اللغة الفرنسية واللاتينية بجامعة ليدز، والتي بها حصلت أعانة للدراسة بها، كما حصلت على درجة البكالوريوس عام 1906، حتى تم تدريبها كمعلمة.
بعد تخرجها من جامعة ليدز، قامت أرمسترونغ بتدريس الفرنسية في إيست هوام لسنوات عدة، والتي حققت على أثره نجاحا في مسيرة عملها، كما أستمرت في أداء عملها على أكمل وجه حتى أصبحت مديرة للمدرسة، ثم غادرت منصبها عام 1918. أثناء عملها كمعلم مساعد، بدأت دراسة علم الصوتيات في بعض الأوقات مساءا بالجامعة بقسم الصوتيات سعيا نحو تحسين نطقها في تدريس اللغة الفرنسية. وفي 1917 حصلت على دبلومة بدرجة الامتياز في علم الصوتيات باللغة الفرنسية، كما حصلت على دبلومة بدرجة امتياز في علم الصوتيات باللغة الإنجليزية في العام التالي.

## المسيرة الأكاديمية

### التدريس والتحضير

#### تاريخ التوظيف

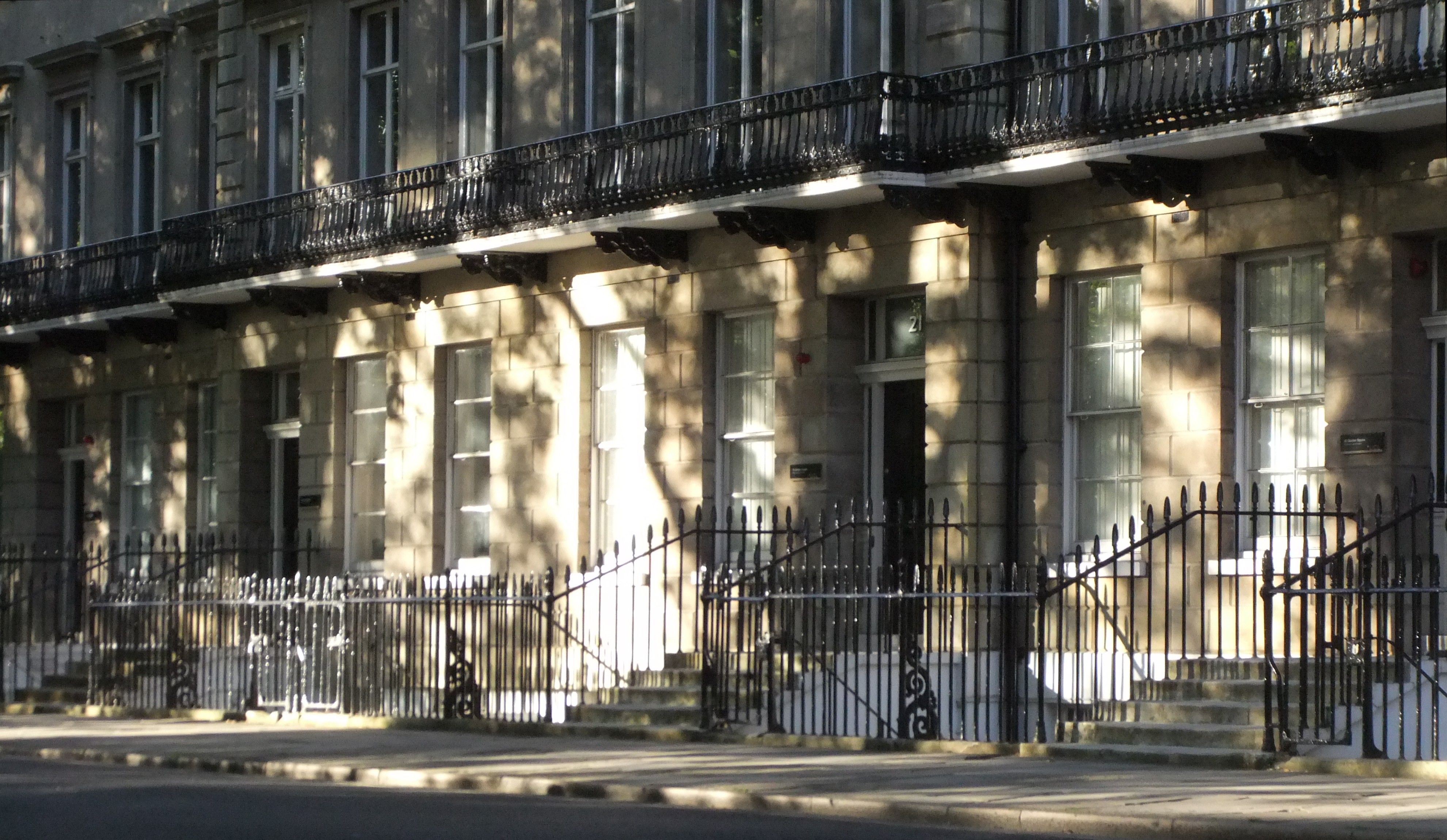
ساحة الغوردون، الملحق الفني الأول، من المنزل إلى الجامعة بكلية لندن حيث قسم الصوتيات بدأً من 1922.

قامت أرمسترونغ بتدريس علم الصوتيات للمرة الأولى عام 1917 بدورة دانيال جونز الصيفية للمبشرين، حتى قبل ذلك، خطط جونز لمنح أرمسترونغ وظيفة بدوام كلي بكلية لندن الجامعية بقسم الصوتيات، لكن تم تعليق كافة تلك الخطط مؤقتا فور تقرير مجلس مقاطعة لندن بعدم زيادة ميزانية القسم في أكتوبر، ولكن في نوفمبر 1917 عَيَن جونز أرمستورنغ كمُحَاضرة مؤقتا وبدوام جزئي، حتى بدأت في ممارسة عملها في فبراير1918. وبالنهاية كانت لديها القدرة للعمل بدوام كُلي بدءا من العام الدراسي 1919/1918، حتى أصبحت أول مساعد بدوام كُلي بقسم الصوتيات. إلى أن أصبحت مُحاضرة عام 1920، وفي 1921 ترقت حتى أصبحت محاضر أول، حتى وصلت إلى منصب العميدة في 1937. كما نُشر خبر ترقيتها لمنصب العميدة في ذي تايمز، ومرجع الجامعات. ومما هو جدير بالذكر أنها قامت بالتدريس في مدرسة الدراسات الشرقية والإفريقية. عندما أخذ جونز الأشهر التسع الأوائل من عام 1920 إجازة غياب. كانت أرمسترونغ بالفعل رئيسة القسم في بدايته. وخلال تلك الفترة أجرت عدة مقابلات كما تعارف الطلاب على القسم. تقلدت مناصب عده بكلية لندن الجامعية حيث رئيسة حجرة الطعام وأمين غرفة الموظفات. أنتمت إلى جمعيات علمية بما فيها الجمعية الصوتية الدولية، جمعية اللغة الحديثة والمؤتمر الدولي للعلوم الصوتية.

#### الدورات والمحاضرات
قامت أرمسترونغ بشرح حصص من الصوتيات بالفرنسية، الإنجليزية، السويدية، والروسية جنبا إلى جانب دانيال جونز. وحصة لأمراض النطق واللغة بعنوان «محاضرات حول أساليب النطق الصحيح». أدت أرمسترونغ أيضا تمارين تدريبية سماعية، والتي كانت الجزء المهم في التدريس بقسم الصوتيات بكلية لندن الجامعية.
كما قامت أرمسترونغ بإلقاء دورات صيفية عدة بالتدريس أُقيمت بكلية لندن الجامعية. وفي 1919 بدأ قسم الصوتيات بالكلية بتدريس دورات بالأجازة حول الصوتيات بالفرنسية والإنجليزية. وخلال دورة افتتاحية عام 1919 أدت خلالها أرمسترونغ تمارين تدريبات سماعية يوميا لدراسة وتعليم الفرنسية. وفي الدورة الصيفية لعام 1919 حضر محاضران في الدراسات الإنجليزية حيث أشادا كلاهما بتدريبات أرمسترونغ السماعية والتي وصفها أحدهما بأنها «مساعدة عظيمة» و«في غالية الروعة». كما اشادت صحيفة ليوفينشي بيجدراجن بكفاءة تلك الدورات. كما أشاد مشارك ألماني جلسة التدريبات لعام 1921 وقدم وصفا عنها. لم تكتف أرمسترونغ بدورات 1921 الصيفية، ولكنها قدمت محاضرات صوتيات بالإنجليزية جانبا إلى جنب جونز. كما قدمت محاضرات صوتيات بالإنجليزية لدورة «تحدث الإنجليزية لغير الناطقين بها»، كذلك قامت بالتدريس مع جونز وآرثر لويد جيمس خلال صيف 1930. وصف إعلان دورة صيفية لعام 1935 كل البرنامج على أنه بمثابة «أدنى التعليم الشائع» لجونز وأرمسترونغ، وخلال هذا العام أدى جون روبرت وأرمسترونغ محاضرات بالإضافة إلى التمارين السماعية التي قدمها جونز بصحبتها.
في أكتوبر 1922 قدمت محاضرة عامة بكلية لندن الجامعية حول أستعمال علم الصوتيات في تدريس اللغة الفرنسية. كما دعتها صحبة الحديث البيت الشعري للحديث عنهم في مؤتمر سنوي عُقد في 1933. سافرت إلى السويد في 1925 لعرض محاضرات حول تجويد الإنجليزية، ثم سافرت إلى غوتنبرغ في ستمبر وإلى ستوكهولم في أكتوبر. وفي أبريل 1927 عرضت محاضرة حول تجويد الإنجليزية لاجتماع لجمعية الغات الحديثة للهلسنكي وفنلندا. كما سافرت بلدان أخرى سعيا نحو تقديم محاضرات بما فيهم هولندا والإتحاد السوفيتي.

#### الطلاب
كان لأرمسترونغ طلاب عده، عُرفوا بالمستوى الثقافي واللغوي. من بينهم اللغوي الهندي سونيتي كومار تشاتيري، الذي درس بجامعة لندن من 1919 حتى 1921 لدرجة الدكتوراة في الأدب، وأثناء فترة تواجده، قامت أرمسترونغ وإدا ورد بتدريسه علم الصوتيات، وتدريبه على التمارينات السماعية وتمارين النسخ. وكذلك جون روبرت فيرت الذي عمل فيما بعد بجامعة لندن بقسم الصوتيات بجانب أرمسترونغ، حيث كان طالبا بالكلية من 1923 حتى 1924، وتلقى حصص عدة شملت المقرر الدراسي لأرمسترونغ في تعليم صوتيات اللغة الفرنسية. وفي صيف 1934؛ عندما بلغ عالم الصوتيات الإسكتولندي جي سي كتفورد السابعة عشر عاما، تلقى حصة بعلم صوتيات الفرنسية على يد أرمسترونغ وهيلين كوستفوبل. درّست أرسمترونغ الصوتيات بمتوى متقدم للغوي الأمريكي لورينزو دو ترنر أثناء تحضيره لبحث ما بعد الدكتورراة بمدرسة الدراسات الشرقية من 1936 حتى 1937. وأيضا اللغوي الفرنسي الكندي جيون بول فيني الذي حصل على درجة الماجستير، درس على يد أرمسترونغ في 1937، وعمل فيما بعد معها. حتى أشاد بلطفها وبراعتها. أثناء ما كان الأديب الأسترالي روبرت جاي هوارث يدرس بحثه ما بعد الدكتوراة في الإنجليزية من 1937 حتى 1938، حصل على شهادة في علم الصوتيات وتلقى«عدة تدريبات للصوتيات العامة» على يدها ويد أخروين.

### الكتابة والبحث

#### صحيفة لميتور فونيتيك
أوقفت جمعية الصوتيات الدولية نشر جريدة لميتور فونيتيك خلال الحرب العالمية الأولى ولكن في 1921 بدأت في إصدار نشرتها السنوية Textes pour nos élèves (نصوص لأجل طلابنا)، والذي أحتوى على النصوص المنسوخة في الفبائية صوتية دولية من لغات متنوعة، كالإنجليزية، الفرنسية، الألمانية، الإيطالية والأسبانية. شاركت أرمسرونغ في نسخ عدة نصوص للإنجليزية في جميع أنحاء مجلداتها.
وفي 1923 أستأنفت لميتور فونيتيك النشر وبدأت سلسلتها الثالثة. كانت أرمسترونغ مسجلة كسكرتيرة (تحرير النسخ) بدأت من يوليو - سبتمبر 1923 إصدار (السلسة 3). وتقلدت منصبها من يناير - مارس 1936 إصدار (السلسلة53). كان دورها يرتكز على تجديد الجريدة وجمعية الصوتيات الدولية التي أعتمدت أنشطتها على نشر الجريدة. كتبت أيضا العديد من مراجعات الكتب بجريدة kɔ̃trɑ̃dy ، بالإضافة إلى نسوخ الصوتيات للنصوص بالإنجليزية في جزئها العاشر (Partie des élèves«قسم الطلاب»).
يتألف قسم لميتور فونيتيك من رسومات صوتية للغات الأقل دراية مصحوبة بنسخ صوتي لنص قصير.على سبيل المثال، سنة واحدة احتوت لميتور فونيتيك على عينات من لغة جا وبليسكان، اليابانية، الإنجليزية، بويتفين ولغة بنجابي. كانت عينة أرمسترونغ الأولى سويدية ونُشرت في عام 1927 ؛ كانت تتألف من جرد من الأحرف المتحركة السويدية ونسخ من "ˑ"əmanˑən sɔm ˇtapˑadə ˇykˑsan tappade yxan، («الرجل الذي أسقط فأسه») ترجمة لــ (الحطاب الأمين)، كما هو موضح من قِبل فروكين جيلانير من سكوتهولم، وفي وقت سابق شكر اللغوي السويدي إيمانويل بيوركهاجن آرمسترونغ لمساعدتها في وصف الصوتيات والنظام الصوتي السويدي في كتابه «القواعد السويدية الحديثة» عام 1923. نُشرت عينة أرمسترونغ الثانية عام 1929 من الروسية، وتألفت من مقتطفات من «ليلة مايو نيقولاي غوغول» أو «العذراء الغارقة». كما قامت بتصحيح دليل (M.V) تروفيموف ودانيال جونز في كتابه «النطق بالروسية» عام 1923. كما أجرت أبحاثًا حول علم الصوتيات العربية، لكنه لم ينشر أبدًا أي شيء حول هذا الموضوع، على الرغم من أنها كتبت كتابًا للمبشر البريطاني وليام هنري تيمبل عن كتاب جيردنر حول علم الصوتيات العربية للميتور فونيتيك.

#### سلاسل كتب لندن الصوتية
كان أول كتابين لأرمسترونغ، كتيب إنجليزي صوتي (1923) وكتيب صوتي بورمي (مع بي ماينج تين عام 1925)، جزءًا من سلسلة كتيبات لندن الصوتية، قام بتحريرها دانييل جونز. قدمت الكتب في هذه السلسلة رسمًا صوتيًا بالإضافة إلى نصوص مكتوبة في الفبائية صوتية دولية. شمل الكتيب الصوتي بالإنجليزية نسخًا من المقاطع التي كتبها ألفرد جورج غاردنر وهنري جيمس وروبرت لويس ستيفنسون وتوماس هاردي وجون روسكين. كتيب صوتي للغة الإنجليزية في «النسخ الضيق». أحد الفروق الرئيسية في «النسخ الضيق» للغة الإنجليزية كان استخدام الرموز الصوتية الإضافية للأحرف الصوتية، مثل[ɪ] كما في نطق RP لــ KIT)
(ʊ] (FOOT]، و (ɒ] (LOT] . في التحليل وراء «النسخ العريض» للغة الإنجليزي، كان الفارق الأساسي بين أولئك الحروف المتحركة وتلك (uː] (GOOSE)،(i] (FLEECE]، و (ɔː] (THOUGHT]على التوالي، طول بدلا من حرف مصوت؛ وفقا لذلك، تم استخدام غياب أو وجود طول التشكيل لتمييز حروف العلة هذه بدلاً من أحرف ألفبائية صوتية دولية منفصلة. استخدمت النسخ الضيقة لأرمسترونغ للكتيب هذه الرموز المتحركة وعلامة الأحرف الصوتية المميزة بوضوح مع علامات التشكيل «نصف المدة الطويلة» و «طويلة». كما ناقشت استخدام النسخ الضيقة في أول ورقة لها للميتور فونيتيك، والتي تم نشرها على أنها واحد من هيئة المقالات؛ ناشدت أرمسترونغ قراء المجلة أن يتعلموا استخدام الرموز الإضافية. كان كتيب آرمسترونغ الصوتي بالإنجليزية والكتيب اليدوي لورد للتجويد الإنجليزي، وكتيب ورد في صوتيات اللغة الإنجليزية أول ما نشروا نظام النسخ هذا للغة الإنجليزية.

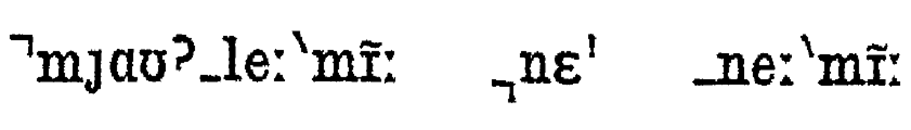
نسخ من كتيب الصوتيات البورميي قارن:
- myauʔ ˍle ˋmiŋ nɛ ˍne ˋmiŋ (Firth
- (mjaʊʔlemɪ̃́nɛ̰ neːmɪ̃́ (Watkins

كان كتاب أرمسترونغ الثاني للسلسلة قارئًا بورميًا، شارك في كتابته مع الباحث البورمي بي ماينج تين. أتيحت الفرصة لـبي ماينج تين لدراسة علم الأصوات في الكلية الجامعية والتعاون مع أرمسترونغ بينما كان في لندن يدرس القانون في إنير تيمبل ويحضر محاضرات تشارلز أوتو بلاغدين عن نقوش قديمة بالغة المونية. قبل نشر الكتيب البورمي، كان بي ماينج تين قد كتب عينة بورمية لـلميتور فونيتيك. وصف عالم اللغويات الأمريكي الكندي وليام كورنين الكتيب بأنه «وصف مفصل» للصوتيات البورمية. طورت أرمسترونغ وبي ماينج تين نظام النسخ الأول للبورميين وفقًا لمبادئ الجمعية الصوتية الدولية. كان هذا برنامج نسخ «مفصل جدًا»، والذي استخدم خمسة علامات تبويب للنغمة، والتي يمكن وضع بعضها على ارتفاعات متعددة.
أشارت إحدى المراجعات المعاصرة لهذا الكتاب إلى كمية الرموز الصوتية والتشكيلية المتخصصة باعتبارها "إسرافًا في علامات التشكيل التي تكون مربكة إلى حد ما، وقد رد مع بي ماينج تين على ذلك من خلال توضيح أن علامات التشكيل ضرورية لتوضيح التفاعل بين النغمة والسمعة، ولضمان عدم قيام المتحدثين باللغة الإنجليزية بقراءة النصوص بترجمة إنجليزية. كما دافع عن اختيارات النسخ الأخرى مثل استخدام "sh" لإظهار لثوي احتكاكي مهموس لزفر الصوتيات كما في الكلمة البورمية (ဆီ (IPA: [sʰì], "oil")، والتي كتبتها آرمسترونغ مع بي ماينج تين باسم "ˍshiː"؛ اعتقد المراجع أنه من المربك استخدام⟨sh⟩ للإشارة إلى صوت آخر لثوي غاري احتكاكي مهموس الممثلة بـ الإنجليزية (she) كما في الكلمة (she (/ʃiː/). أشاد ر. جرانت براون، وهو عضو سابق في الخدمة المدنية الهندية في بورما، بالكتيب الصوتي للغة البورمية لكونه العمل المشترك لممثل صوتي وأحد المتحدثين الأصليين، كتب إن "هذا الكتاب الصغير الرائع يضع معيارًا يقوم به الكتّاب الآخرون في اللغات الشرقية الحية يجب أن يتبعوا إذا كانوا لا يرغبون في اعتبار عملهم من الدرجة الثانية "، على الرغم من أنه يعتقد أن نظام النسخ الخاص بهم" مفصل للغاية للاستخدام العادي ". استخدم اللغوي البريطاني جون روبرت فيرث نسخًا موسعًا قام بتبسيطها من نظام أرمسترونغ ومع بي ماينج تين الذي يعتمد جزئيًا على تجربته باستخدام الكتيب مع المتحدثين البورميين ومع طلاب علم الأصوات البورمية في المعهد الهندي في أكسفورد. وقد ذكر عالم اللغويات في بورما، مين لات، أن نظام النسخ استخدم الكثير من "الرموز غير المألوفة" لمخطط الكتابة بالحروف اللاتينية المثالية. استخدم اللغوي البريطاني جاستن واتكنز ترجمة أرمسترونغ وبي مونغ تين لـ "الريح الشمالية والشمس" لتوضيحه عام 2001 عن رابطة الآباء البورمية للبورميين في مجلة الرابطة الدولية الصوتية.

#### تجويد الإنجليزية

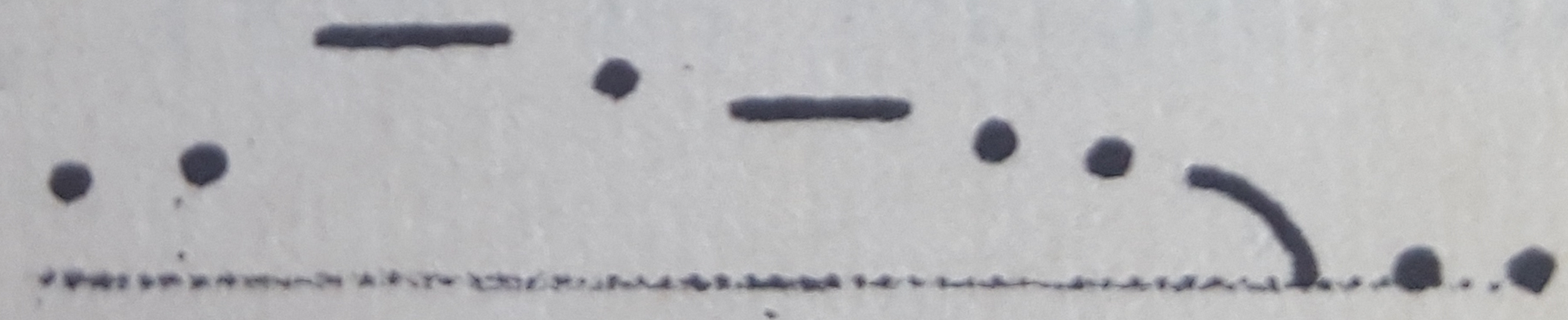
النغمة 1، عازف بيانو مزهل

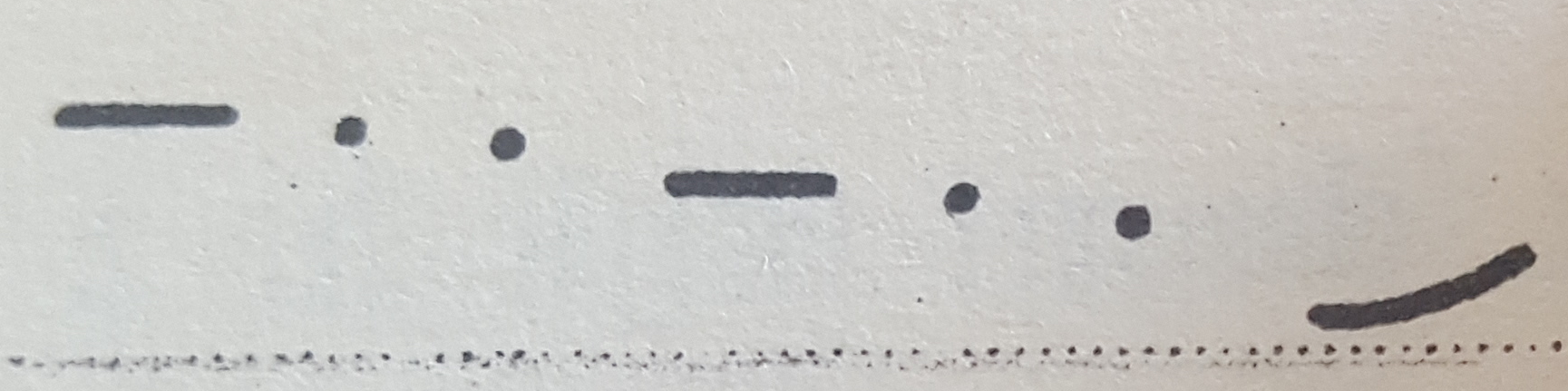
"هل مكثت هناك طويلا؟"

نشرت أرمسترونغ وزميلتها إيدا سي وارد كتابهما «دليل تنغيم اللغة الإنجليزية» عام 1926. كان مصحوبًا بثلاثة سجلات بأقراص فونغراف تتألف من قراءة الممرات الإنجليزية لأرمسترونغ ووارد. ظهرت هذه التسجيلات في الببليوغرافيات من التدريب على الكلام والمسرح لعقود. حللتا آرمسترونغ وورد جميع أنماط التجويد الإنجليزية، حيث يتكون أساسًا من اثنين فقط من «الألحان»: ويتضح النغمة 1 بالانتهاء في السقوط، والنغمة 2 من خلال إنهاء الارتفاع. وصف عالم اللغويات الأمريكي كينيث لي بايك تحليلها بأنها «قيّم» لمتعلمي اللغة الإنجليزية لأنه وجد نقاطًا مشتركة في الاستخدامات المختلفة للخطوط الواضحة وخطوط الكفاف. عام 1943، كتب الغوي الدنماركي س.أ بودلسين «هناك اتفاق عام إلى حد ما» حول تصنيف النغمة 1و النغمة 2 ؛ يقارن أيضًا نظام النغمة 1و النغمة 2 من كتيب التجويد بالإنجليزية مع تصنيفات التجويد في مخطط صوتيات اللغة الإنجليزية من تأليف دانييل جونز وبالإنجليزية هارولد إدوارد بالمر.
كتبت ارمسترونغ وارد ترتيله في نظام حيث تتطابق الخطوط والنقاط مع المقاطع المجهدة وغير المضغوطة، على التوالي، والموضع الرأسي يتوافق مع درجة الصوت. كان من المتوقع استخدام أسلوبهم في ترجمة التجويد بواسطة الطريقة المستخدمة في ه.س بيريرا وكتاب دانيال جونز للغة السنهالية لعام 1919، كما أن مقدمة كتاب التجويد باللغة الإنجليزية تشير إلى إلهام في تدوين هيرمان كلينجهارت للتجويد. وقد ذكر كلينجهارت أن كتابه كان سيكون مستحيلا دون دانيال جونز. تشترك تمارينه أيضا في التشابة مع منحنيات نغمة جونز. استخدمت آرمسترونغ وارد نظامًا من النقاط والعلامات المميزة لتمييز محيط التجويد لأنه وجد أنه من الأسهل على متعلمي اللغة الإنجليزية أن يتابعوه من خط مستمر.
كان لدليل اللغة الإنجليزية "التجويد" تأثير دائم لعقود، خاصة فيما يتعلق بتدريس اللغة الإنجليزية. كتب بايك أن العمل كان "مساهمة مؤثرة في هذا المجال" عام 1948؛ وصفها بأنها تقدم "التحليل الأكثر قبولًا على نطاق واسع من التجويد البريطاني". ظل كتاب ارمسترونغ وارد مطبوع ومستخدم على الأقل حتى السبعينيات. على الرغم من شعبيتها، فقد تم انتقاد تحليلها لكونها مفرطة في التبسيط. كتب الصحفي البريطاني جاك وندسور لويس كتيبه "تقدمًا طفيفًا أو ليس تقدمًا في تحليل بنية التجويد الإنجليزي"، وانتقد نظامهم لإشعارهم بالتجويد بسبب وجود "الكثير من التفاصيل الزائدة". كتب بايك أن التجويد الذي يرتكز على اللحن "يثبت أنه غير كافي للرمز الكافي (أي من الناحية الهيكلية) لنظام الكفاف المعقد في تناقض واحد مع آخر". كتبت أرمسترونغ وورد أنفسهم أنهم كانوا على دراية بأن هناك "ثروة أكبر من التفصيل مما هو مسجل هنا"، لكن "الاهتمام قد تركز على أبسط أشكال التجويد المستخدمة في المحادثة وفي قراءة الروايات السردية والوصفية". "لأن القارئ المقصود من الكتاب كان متعلمًا أجنبيًا للغة الإنجليزية.

#### تجويد الفرنسية وصوتياتها
في عام 1932 كتبت أرمسترونغ كتاب "صوتيات الفرنسية: كتيب عملي. " أهدافها المعلنة هي «مساعدة طلاب اللغة الإنجليزية في النطق الفرنسي وخاصة معلمي النطق الفرنسي». تحقيقا لهذه الغاية، فإنه يحتوي على مختلف التدريبات وتعليمات التلميحات. في الفصل الأول، ناقشت تقنيات للمعلمين الفرنسيين لإجراء تمرينات للأذن والتي كانت جزءًا مهمًا من تعليمها الخاص بالصوتيات. يمكن رؤية تأثيرات محاضرات دانيال جونز على صوتيات اللغة الفرنسية في مناقشة أرمسترونغ حول الرهيج الفرنسي والصامت عن الحروف الساكنة. نشرت أرمسترونغ لهذا الكتاب الذي حظي بتأييد جيد «وسَع دائرة نفوذها». في عام 1998، كتب الأستاذ الأسكتلندي جي. سي. كاتفورد أنه يعتقد أن هذا الكتاب لا يزال يمثل «أفضل مقدمة عملية للصوتيات الفرنسية».
كان الفصل السابع عشر من صوتيات اللغة الفرنسية حول التجويد، ولكن كان عملها الأساسي في هذا الموضوع هو كتاب دراسات في التجويد الفرنسي عام 1934 مع زميلتها هيلين كوشتنوبل. كُتب هذا الكتاب لمتعلمي اللغة الإنجليزية من الفرنسية كذلك؛ قدمت أول وصف شامل للغة الفرنسية. تم أيضًا تحليل التجويد الفرنسي من حيث الأنغام؛ كان منهجًا مستندًا إلى التكوين، حيث يتكون التجويد من سلسلة من خطوط العرض المنفصلة. تتشكل نغمة اللغة الفرنسية أساسًا من ثلاثة معالم في تحليلها، وهي: السقوط والهبوط والارتفاع. استفادت أرمسترونغ وكوستينوبلي من وحدة اللحن اللغوي المعروفة باسم مجموعة الإحساس، والتي عرفوا بأنها «كل واحدة من أصغر مجموعات من الكلمات ذات الصلة بالقواعد النحوية والتي يمكن تقسيم العديد من الجمل». كما يقدم الكتاب مناقشة لتجويد اللغة الإنجليزية من أجل توضيح كيفية اختلاف التجويد الفرنسي. وأشار أحد المراجعات المعاصرة إلى أنه «يبدو أنه تلقى استقبالًا إيجابيًا» في إنجلترا. احتوى الكتاب على العديد من التمارين، مما أدى إلى مراجعة أخرى ووصفها بأنها «دليل تدريسي ممتاز» أيضًا. وقد وصف ألفريد إيويرت، عالم اللغويات في أكسفورد، الكتاب بأنه «مفيد للغاية» في عام 1936، ووصفه عالم الفيزياء النمساوي إليز ريختر بأنه «إنجاز رائع» في عام 1938، وأطلق اللغوي الأمريكي روبرت أندرسون هال جر «ممتاز» في عام 1946. وقد وُصف فيما بعد بأنه «مثالي للغاية» لكونه يستند إلى اتفاقيات قراءة النثر الفرنسي بصوت عالٍ. يعتبر «عمل كلاسيكي على التجويد الفرنسي».

#### اللغة الصومالية

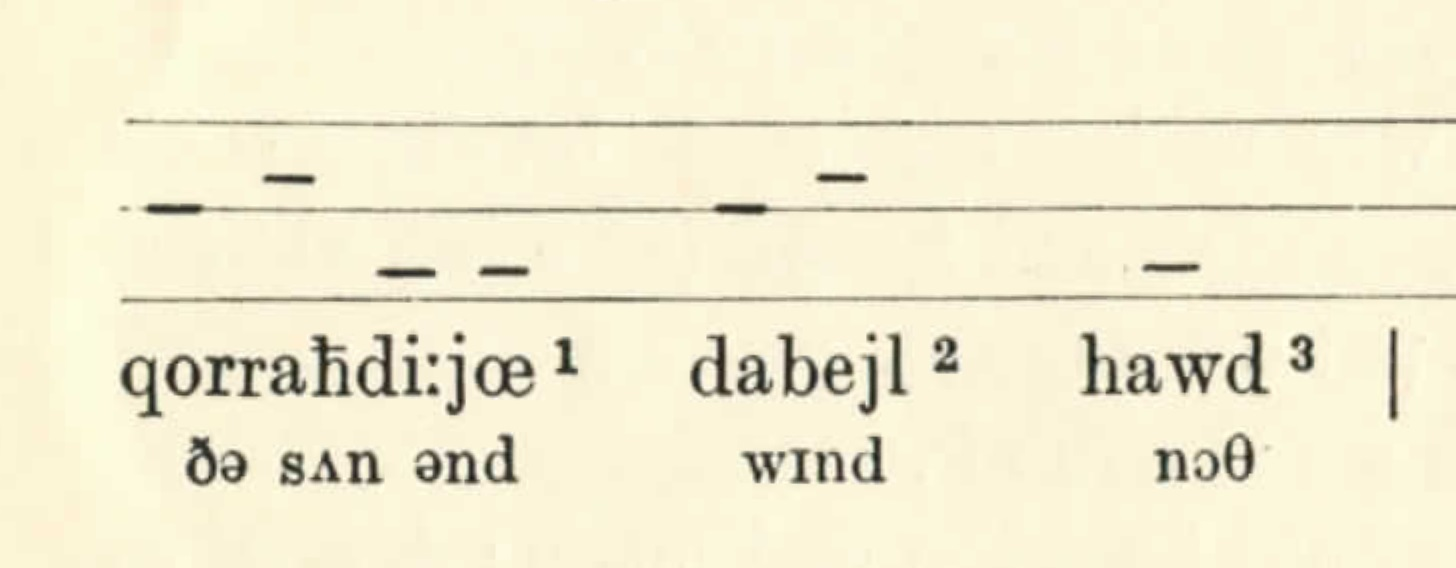
بداية نسخ أرمستورنغ "للرياح الشمالية والشمس" في عينتها.

بدأت أرمسترونغ بإجراء بحث صوتي عن اللغة الصومالية في عام 1931. قامت بنشر عينة صومالية لصحيفة لميتور فونيتيك في عام 1933، بالإضافة إلى ترجمة «الرياح الشمالية والشمس» للنسخة الإيطالية لعام 1933 من مبادئ الرابطة الدولية الصوتية، ولكن عملها الأساسي على اللغة الصومالية «التركيب الصوتي للغة الصومالية»، الذي نشر في عام 1934. استندت أبحاثها إلى اثنين من الصوماليين، وأطلقت عليهم اسم«السيد عثمان بن عبد الله، حوالي 25 ميلا إلى الشمال الشرقي من هرجيسا، والسيد حاجي فرح من بربرة»؛ في الأبجدية الصومالية، ستكون هذه الأسماء سيسمان دوباد وزاجي فاراكس. كان هؤلاء الرجال على ما يبدو بحارة يعيشون في الطرف الشرقي من لندن، ومن المرجح أن آرمسترونغ عمل معهم من 1931 إلى 1933. كان نطق فرح أساس نموذج آرمسترونغ لعام 1933، كما أنه كان موضوعًا لدراسة صوتية إشعاعية أجراها ستيفن جونز.
أثر تحليل أرمسترونغ على تقرير صوماليين بوغوميل أندريسجويسكي وموسى حاجي إسماعيل جلال، الأمر الذي أثر بدوره على الاقتراح الناجح للغوي الصومالي شاير جاما أحمد للأبجدية الصومالية. على وجه الخصوص، أعطى أندريسجويسكي الفضل لها لممارسة حروف العلة المضاعفة لتمثيل حروف العلة الطويلة في الصومالية. ذكر أندريسجويسكي بعض عيوب مقترحة لأرمسترونغ للأطرحية فيما يتعلق بالأحرف الصوتية، حيث كتب أن «نظام أرمسترونغ ضيق جدًا بحيث لا يتعامل مع التقلبات في حدود تناغم الأصوات، وبالتالي صارمة إلى أن رموزه غالباً ما تعني توقفًا مؤقتًا (أو غياب التوقف المؤقت) السرعة وأسلوب النطق». كما ادعى أن اقتراح ارمسترونغ لصياغة حروف العلة الصومالية سيكون «صعبًا جدًا على عامة الناس (الصوماليين وغير الصوماليين) على حد سواء».
وفي عام 1981، وصف عالم الصوت الأمريكي لاري هيمان ورقة أرمسترونغ بأنها «رائدة». كانت أول من فحص بدقة النغمة في اللغة الصومالية. حللت الصومالية باعتبارها لغة نبرة بأربع درجات: المستوى العالي، المستوى المتوسط، المستوى المنخفض، والسقوط، وقدمت قائمة بالإزدواج اللفظي التي تتميز بالنغمة. رد الأفارقة الألمان أغسطس كولينخه على عمل أرمسترونغ في ورقة عام 1949، ووصف عمل أرمسترونغ بأنه «دراسة صوتية ممتازة»، ولكنه قال إن اللغة الصومالية ليست لغة نغمة حقيقية بل هي لغة إجهاد. كتب أندريسجويسكي في عام 1956 أن البيانات الصوتية لأرمسترونغ كانت «أكثر دقة من تلك التي كتبها أي كاتب آخر على الصومالي»؛ وقد حلل الصومالية على أنها «حالة خط الحدود بين لغة النغمة ولغة الضغط»، استخدام ما أسماه «الميزات الجسدية». لا يزال هناك جدل حول ما إذا كان ينبغي اعتبار الصومالية لغة نغمة .
كانت أرمسترونغ أول من وصف نظام الحروف المتحركة في الصومال. فببليوغرافيا عام 2014 على اللغة الصومالية تدعى ورقة أرمسترونغ «المنوية» وتلاحظ أنها تقدم وصفاً أكثر تفصيلاً للاصوات المتحركة الصومالية من الأعمال الأخرى. كانت أيضا أول من ناقش الإنسجام المصوت في اللغة الصومالية؛ وقد أشاد تحليلها للانسجام المصوت بتناغمها بالصومالي الإيطالي مارتينو ماريو مورينو . كتب عالم اللغويات البريطاني الأسترالي روي كليف أبراهام أنه اتفق مع أرمسترونغ على معظم الأجزاء المتعلقة بالصوتيات الصومالية: «هناك عدد قليل جدا من النقاط التي اختلف معها». كتب العالم اللغوي النمساوي الهنغاري فيرنر فيسيكل أن دراسة أرمسترونغ «تفتح فصلاً جديداً من الدراسات الإفريقية». وفي 1992، ذكر لغوي كلية الثالوث دبلن جون إبراهيم سعيد اللغوي إن بحث أرمسترونغ كان «حتى الآن الدراسة المتميزة للصوتيات الصومالية»، وفي عام 1996، كتب مارتن أوروين أنه «يظل من الضروري قراءة أي شخص مهتم بمتابعة أي جانب من جوانبه. النظام الصوتي الصومالي».

#### صوتيات الكيكويو
كتبت أرمسترونغ مخططا موجزا لصوتيات الكيكويو عن كتاب «الصوتيات العملية لطلاب اللغات الأفريقية» لديدريك ويسترمان وإيدا سي وارد. كان مستشارها اللغوي رجلاً تشير إليه باسم السيد موكيري. كما كتبت رسماً تخطيطياً على صوتيات لوغندا لهذا الكتاب. كان عملها الرئيسي في كيكويو هو بنية صوتية ونغمة من كيكويو نشرت بعد وفاته في عام 1940. جومو كينياتا، الذي أصبح فيما بعد أول رئيس لجمهورية كينيا، كان المستشار اللغوي لأرمسترونغ لهذا الكتاب. تم توظيفه من قبل قسم الصوتيات من 1935 إلى 1937 من أجل أن تقوم أرمسترونغ بأبحاثها؛ كان ذلك أثناء دراسة كينياتا لعلم الإنسان الإجتماعي في كلية لندن للاقتصاد تحت إشراف برونيسلاف مالينوفسكي. انتهى الكتاب إلى حد كبير عندما توفي أرمسترونغ؛ فقط الفصل الثاني والعشرون «الأشكال اللونية للصفات» بقيت مكتوبة، على الرغم من أن أرمسترونغ كانت قد كتبت ملاحظاتها بالفعل. عهد دانيال جونز إلى بياتريس هونيكمان بكتابة الفصل المتبقي ووضع اللمسات الأخيرة على استعدادات الكتاب لنشره عام 1940. كانت مُحاضِرة في مدرسة الدراسات الشرقية والإفريقية الذي عمل في وقت سابق على كيكويو مع كينياتا وكانت مرة أخرى طالبتها. يحتوي الفصل الرابع «الصوتيات الساكنة» على إثنى عشر رسم استشفافي من كلمات الكيكويو لتوضيح التفاصيل الصوتية. كان التصوير الصوتي أداة مهمة للبحث الصوتي التجريبي في الكلية الجامعية تحت جونز.
يحتوي الكتاب على ملحق تقترح فيه أرمسترونغ قواعد إملائية للكيكويو. واقترحت أن يمثل[ð] الحرف الصوتي أسناني إحتكاكي مجهور بواسطة (d⟩ والأحرف الصامتة الأنفية[d] تُمثل بــ (nd)؛ بشكل متوازي كانت الأزواج ⟨b⟩ / [ᵐb] ⟨mb⟩ و[ɣ] ⟨g⟩ / [ᵑg] ⟨ŋg⟩. كما دافع ويسترمان وارد عن استخدام ⟨d⟩ لـ [ð] في كتابهم. اعتقد كينياتا أن أهل كيكويو لن يقبلوا استخدام ⟨d⟩ لـ [ð] لأن d⟩ في الإملاءين الآخرين سيكونون على دراية، أي الإنجليزية والسواحيلية، a⟩ يمثل إلى حرف (d) صامت إنفجاري، وليس احتكاكي. وأشارت أرمسترونغ إلى أنه لا يبدو أن هناك أي اعتراض على استخدام ⟨b⟩ و ⟨g⟩ لتمثيل الصور التوضيحية في قواعد الإملاء على الكيكويو على الرغم من أنها تمثل التوقفات في اللغة الإنجليزية. كما تم انتقاد استخدام ⟨d⟩ لـ [ð] حيث لا يوجد قلب لغوي بين [ð] و [d] في الكيكويو على عكس الزوجين الآخرين ؛ علاوة على ذلك، أعربت الكيكويو عن أنماط احتكاكي صوتي احتكاريًا باستخدام زخارف صوتية لا صوت لها، بدلاً من الكلمات الصوتية الأخرى.
كما اقترحت أرمسترونغ أن يتم تمثيل حروف العلة السبعة في الكيكويو الممثلة برموز ألفبائية صوتية دولية "i ، e ، ɛ ، a ، o ، u"؛ يتبع هذا التهجئة العملية، المعروفة الآن باسم الأبجدية الأفريقية، التي ابتكرها المعهد الدولي للغات والثقافات الأفريقية. تجنب هذا النظام استخدام علامات التشكيل التي أطلق عليها أرمسترونغ «ممل»، والتي غالبًا ما تم حذفها عند الكتابة. العيب في هذا النظام هو أنه أقل إخلاصًا لعلم أصل الكلمة ويحجب العلاقة مع اللغات ذات الصلة. كما أن قادة الكيكويو لم يعجبهم استخدام الرموز الصوتية المتخصصة ⟨ɛ⟩ و ⟨ɔ⟩ ، حيث وجدوا أنها غير عملية لأنها لا يمكن كتابتها بسهولة على الآلة الكاتبة. كما اقترحت أرمسترونغ أن يتم كتابة الطبقي الأنفي بالحرف ⟨Ŋ ، ŋ⟩ وأن تكون الغاري الأنفي مكتوبة بالحبر ⟨ny⟩ (على الرغم من أنها كتبت أنها تفضل شخصيا الحرف ⟨Ɲ ، ɲ⟩. أوصت سلطات التعليم في كينيا بإيجاز أن تستخدم المدارس نظام أرمسترونغ. في تقويم الكيكويو الحديث، حيث يُكتب الحرف الصوتي الأسناني الاحتكاكي المجهور (th⟩ ، الطبقات الأنفية والغارية على التوالي مثل ⟨ng'⟩ و ⟨ny⟩ ، والحروف المتحركة [e ، ɛ ، o ، ɔ] تُكتب على التوالي ⟨ĩ, e, ũ, o).

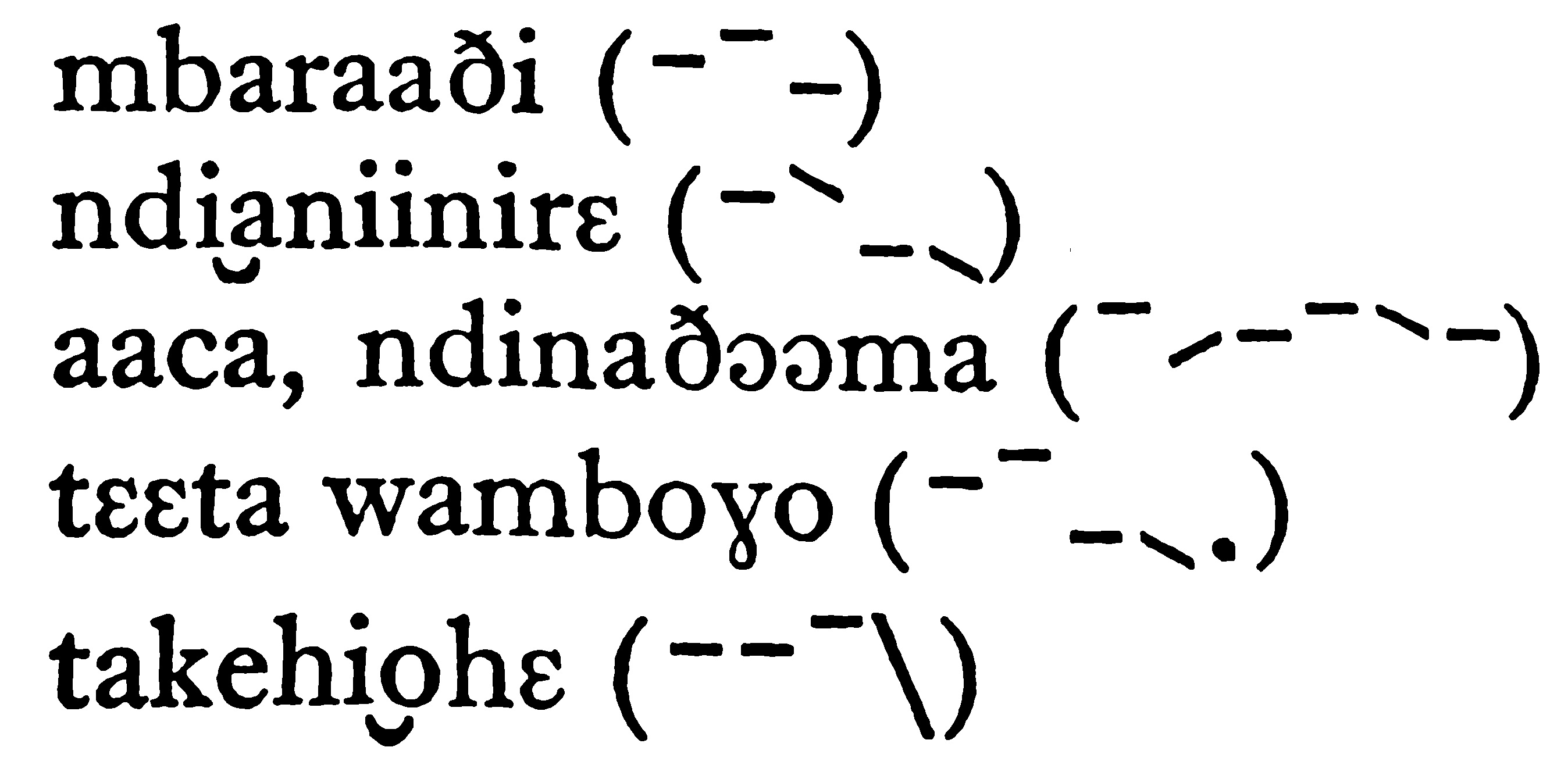
نسخ أرمسترونغ لمعاني كلمات الكيكويو
- "منتصف، مرتفع، منخفض إلى حد ما - جميع مستويات النغمات"
- لم ينتهِ؟ "منتصف، ارتفاع منتصف الخريف، انخفاض منخفض، منخفض
- "لا، لم أقرأه "مرتفع، متوسط منخفض، متوسط، مرتفع، مرتفع متوسط، وسط
- "هل إستدعاء ومبوجو"منتصف، مرتفع، منخفض، منخفض منخفض، سقوط منخفض للغاية"
- هل من فضلك أَسِرع"منتصف، منتصف، ارتفاع، ارتفاع منخفض

قدمت كتاب أرمسترونغ أول وصف متعمق للنبرة بأي لغة من لغات البانتو في شرق إفريقيا. طوال هذا الكتاب، مثل أرمسترونغ النغمة مع نظام التصوير. كانت الفائدة من هذه الطريقة هي أنها لم تكن بحاجة إلى إجراء تحليل نغمي. رافقت سلسلة من الشرطات على ارتفاعات مختلفة وزوايا كل كلمة أو جملة في جميع أنحاء الكتاب. وصف أرمسترونغ لنغمة الكيكويو ينطوي على تجميع أصل الكلمة من فصول النغمة ؛ تم تعريف كل طبقة نغمة من حيث ألومرف نغمي اعتمادا على السياق المحيط. كانت الطبقة الفرعية مبنية على خصائص مثل طول أو بنية الساق. ناقش أرمسترونغ خمس فصول نغمية للأفعال، المسماة بالطبقة النغمية I–V ، ومجموعة صغيرة من الأفعال التي لا تنتمي إلى أي من تلك الطبقات الخمس، سبعة طبقات نغمية للأسماء، كل منها يُسمي بعد كلمة في تلك الطبقة e.g.الطبقة النغمية (الكيكويو: mũndũ «الشخص»)، وثلاث طبقات نغمية للصفات، كل منها يُسمى بعد أصل في تلك الطبقة طبقة نغمية e.g.الــɛɣa الطبقة النغمية (الكيكويو : ‑ega «جيد»).
ولاحظ العالم اللغوي الأمريكي الكندي وليام ج. سامارين أن آرمسترونغ اختلطت بالنغمة والتغويل في أغلب الأحيان. ادعى أن هذا أدى إلى "تعقيدات مبالغ فيها" في وصفها، خاصة فيما يتعلق بالهبوط النسبي النهائي في الاستجوابات. عندما كتب أرمسترونغ مخطوطها، كان تحليل النغمة مجالًا حديثًا، وأدت العلاقة المعقدة بين نغمات الصوت والصوت الصوتي إلى قيام الوصيائيين بتحليل اللغات على أنها تحتوي على أعداد كبيرة من النغمات. في عام 1952، تمكن لينسو هاريز لغوي مدرسة الدراسات الشرقية والإفريقية من الحصول على بيانات أرمسترونج وتحليل لهجة كيكويو على أنها لا تملك سوى اثنين من مستويات النغمة الأساسية. كما قامت ماري لويز برات، عالمة اللغويات الأمريكية، بإعادة تحليل بيانات كيكويو الخاصة بأرمسترونغ على أنها ذات مستويين فقط. كما أشار برات إلى أن آرمسترونغ لم يميز حروف العلة الطويلة المعروفة اختصارا ألوفون من حروف العلة التي تعد طويلة بشكل فائق الصوت. كتب عالم اللغويات في جامعة نيروبي كيفن سي. فورد أنه لو لم يكن أرمسترونغ قد مات قبل إتمام هذا الكتاب "فلا شك في أنه كان بإمكانها توسيع نطاق بياناتها وربما قدمت بعض التحليلات الصارمة، التي تفتقر للأسف في العمل المنشور". وصف عالِم الصوت الأمريكي نيك كليمنتس كتاب أرمسترونغ في عام 1984 بأنه "مصدر قيِّم للغاية للمعلومات بسبب شمولية تغطيته ودقة ملاحظاته الصوتية.

## الحياة الشخصية
تزوجت أرمسترونج من سيمون تشارليز بويانوس في (19 يوليو 1952–8 يوليو 1871) وفي 24 سبتمبر 1926، على الرغم من أنها لا تزال تواصل الذهاب من قبل «الآنسة آرمسترونغ» مهنياً بعد الزواج. كان
بويانوس معلم دراسات اللغة الإنجليزية بجامعة سانت بطرسيرغ الحكومية، والتي بها عمل مع اللغوي الروسي ليف ششيربا. حيث قَدِم إلى قسم الصوتيات بكلية لندن في 1925، والتي بها قضى ثمانية أشهر يتعلم خلالها صوتيات اللغة الإنجليزية على يد أرمسترونغ.

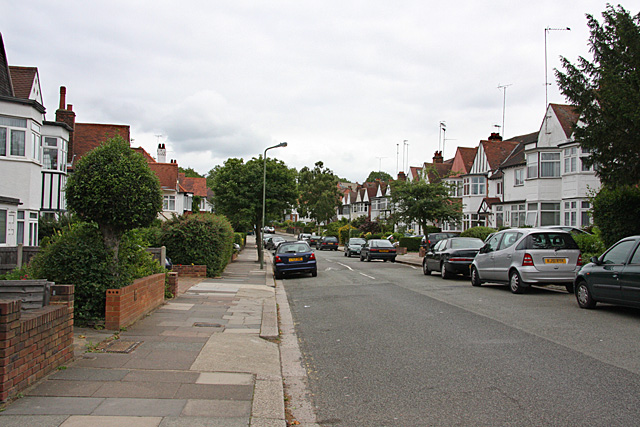
شارع إند شيرش، فينشاي، والذي عاشا به أرمستورنغ وبويانوس

بعد الزواج، كان على بويانوس العودة إلى الاتحاد السوفيتي لمدة ثمان سنوات، ولكن على أرمسترونج البقاء في إنجلترا. وخلال تلك المدة عمل مويانوس مع فلاديمير مولر لإصدار قواميس إنجليزي ـ روسي وروسي ـ إنجليزي. ساعدت أرمسترونج في النسخ الصوتي للكلمات الدالة في مجلد روسي ـ إنجليزي. قامت بزيارة بويانوس في سانت بطرسبرغ في مناسبتين. كما عاد بويانوس سريعا إلى إنجلترا في 1928. حتى أصبح لدية القدرة على العودة إلى إنجلترا مؤقتا في يناير 1934، عندئذ أصبح محاضر في اللغة الروسية والصوتيات بمدرسة سلافونيك لدراسات أوروبا الشرقية بجامعة لندن. بينما كان يعمل بويانوس في كلية لندن، عاشت أرمسترونج في فوريست جيت، تشيرش إيند، وفينشلي.

## الوفـاة
في نوفمبر عام 1937، أصبح أرمسترونغ مريضا بنوبة مستديمة من الإنفلونزا. ساءت حالتها، وكان لديها سكتة دماغية. توفيت في مستشفى فينشلي التذكاري، ميدلسكس في 9 ديسمبر 1937، عن عمر يناهز 55 عامًا. كانت هناك خدمة لها في محرقة غولدرز جرين عند الظهر في 13 ديسمبر. كانت جامعة بروفوست، السكرتيرة، ومدرّسة الطالبات من بين الحاضرين في جنازتها. وقد نُشرت نعيها في ذي تايمز،نيويورك تايمز، نيتشرز وصحيفة لميتور فونيتيك ‏، لتقرير السنوي للكلية الجامعية، ومجلات أخرى؛ كما ذُكرت وفاتها في معاملات الجمعية الفيليولوجية، من بين منشورات أخرى.

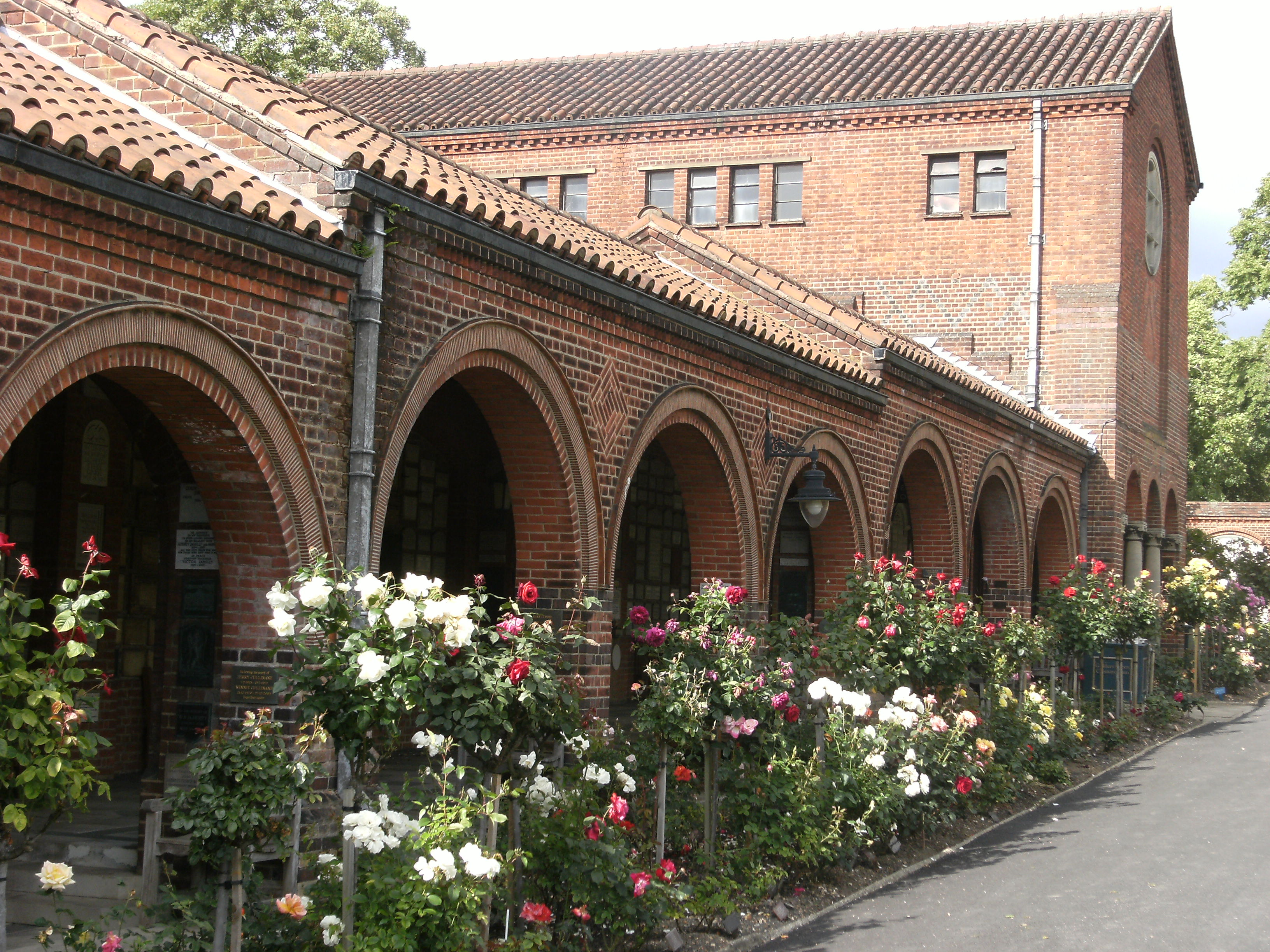
محرقة غولديرز جولدن. لندن

في أوائل عام 1938، عندما أثار أرملها سيمون بويانوس إمكانية نشر مخطوطة كيكويو لأرمسترونغ، رتب دانييل جونز لبياتريس هونيكمان لكي يرى ذلك من خلال النشر. ورد أن جونز كان «متأثراً بعمق» بموت أرمسترونغ، وكتب نعي آرمسترونغ بصحيفة لميتور فونيتيك، وكانت مقدمة ه لهيكله الصوتي في كيكويو تكريمًا لحياتها. عندما تمت إعادة تعبئة مكتبة كلية الصوتيات الجامعية بعد تعرضها للقصف في الحرب العالمية الثانية خلال لندن بليتز، تبرع جونز بنسخة من كتاب أرمسترونغ المنشور بعد وفاته «كبداية مناسبة لإعادة إعمار مكتبة وزارة الصوتيات».

## أعمال مختارة
مقال رئيسي: السيرة الذاتية ليلياس أرمسترونغ، والذي يحتوي على مراجع معاصرة لكتب أرمسترونغ
- ليلياس إفلين أرمسترونغ (1923). كتيب الصوتيات الإنجليزية. كتب صوتيات لندن. لندن: جامعة بريس لندن
- ليلياس إفلين أرمسترونغ، بي مينج تين (1925). كتيب الصوتيات البورمية بالترجمة الإنجليزية. كتب صوتيات لندن. لندن: جامعة بريس لندن
- ليلياس إفلين أرمسترونغ، ورد ل.س (1926). كتيب تجويد اللغة الإنجليزية. كامبريدج: هافيير [الإصدار الثاني مطبوع في 1931]
- ليلياس إفلين أرمسترونغ (1932). صوتيات الفرنسية: كتيب تمارين. لندن: بيل
- ليلياس إفلين أرمستورنغ (1934). «تركيب صوتيات اللغة الصومالية»
- Coustenoble، أرمسترونغ (1934). دراسات في تجويد الفرنسية. كامبريدج: هافيير
- أرمسترونغ (1940) للتركيب الصوتي والنغمي للكيكويو. لندن: المعهد الإفريقي الدولي

## الحواشي
1. Prior to 1927 the stress diacritic in the International Phonetic Alphabet was an acute mark ˊ instead of a vertical line ˈ.
2. Jump up^ The journal Le Maître Phonétique was written entirely in phonetic transcription, using the International Phonetic Alphabet; the official language of the journal was French, although many articles were written in English. In contrast to modern conventions, phonetic transcriptions at this time were not regularly placed in brackets.
3. Jump up^ In Armstrong's IPA transcription of Swedish, the acute mark ˊ and caron ˇ are tone letters before a word to denote Swedish pitch accent. The acute mark represents Tone 1 or Acute Accent; the caron represents Tone 2 or Grave Accent (what Armstrong refers to as compound tone). This convention is discussed in §51 of the 1912 edition of The Principles of the IPA and §36 of the 1949 edition.
4. Jump up^ In Armstrong and Pe Maung Tin's IPA transcription of Burmese, ˺ represents "slightly falling" tone and its vertical position denotes whether it is high or low (p. 21); ˍ represents a low, level tone (pp. 22–23); and ˋ represents a high falling tone (pp. 24–25). These tone letters appeared before the syllable whose tone they describe. The symbol ˈ denotes "a weak closure of the glottis" (p. 22), and ȷ represents a phoneme typically realized as a palatal approximant (pp. 18–19).
5. Jump up^ A similar system for marking tone and intonation was used for the texts in Armstrong (1934) and Armstrong (1940) although the staff in the latter lacked a centre-line. The numbers in the image refer to footnotes.
6. Jump up^ Armstrong uses digraphs, e.g., ⟨nd⟩, to transcribe prenasalized stops in Kikuyu. She writes, "It is phonetically sound to consider mb, nd, ŋg and nj as a single consonant sound with a nasal 'kick-off' and to regard these as phonemes of the language. A single symbol might be used to represent each of these phonemes, and thus the ideal of one letter per phoneme would be achieved. In this book, however, digraphs are used."
7. Jump up^ Armstrong uses the symbol ⟨ʋ⟩ instead of ⟨β⟩ to represent the "weak bi-labial voiced fricative" in Kikuyu. This was consistent with Practical Orthography of African Languages and had been the convention of the IPA prior to 1927.

## مزيد من القراءة
Andrzejewski، B. W. (c. 1989). Lilias Eveline Armstrong and her Discoveries in Somali Phonology (PDF). hdl:2307/2591. مؤرشف من الأصل في 18 أكتوبر 2017.
Asher، R. E. (2004). "Armstrong, Lilias Eveline (1882–1937)". في Matthew، H. C. G.؛ Harrison، Brian (المحررون). Oxford Dictionary of National Biography. Oxford University Press. ج. 2. ص. 437–438. ISBN:978-0-19-861352-7.
Jones، Daniel (2003) [1938]. "Lilias Armstrong". في Collins، Beverly؛ Mees، Inger M. (المحررون). Daniel Jones: Selected Works. London: Routledge. ج. Volume VII: Selected Papers. ISBN:978-0-415-23343-9. {{استشهاد بكتاب}}: |المجلد= يحوي نصًّا زائدًا (مساعدة) (This reprint is in standard English orthography.)
Jones، Daniel (2003) [1952]. "Simon Boyanus". في Collins، Beverly؛ Mees، Inger M. (المحررون). Daniel Jones: Selected Works. London: Routledge. ج. Volume VII: Selected Papers. ISBN:978-0-415-23343-9. {{استشهاد بكتاب}}: |المجلد= يحوي نصًّا زائدًا (مساعدة) (This reprint is in standard English orthography.)

## وصلات خارجية
- "Historic UCL Phonetics recordings pass to British Library". UCL News. 21 مايو 2008. مؤرشف من الأصل في 2017-04-16. اطلع عليه بتاريخ 2017-05-05. — Includes audio sample of Armstrong from gramophone records accompanying Handbook of English Intonation.
- Windsor Lewis، Jack (29 سبتمبر 2008). "Lilias Armstrong b 29 Sept 1882". PhonetiBlog. Blog 135. مؤرشف من الأصل في 2017-04-16. اطلع عليه بتاريخ 2017-05-05.{{استشهاد ويب}}:  صيانة الاستشهاد: مكان (link)